# Light + Shade
Albums de Mike Oldfield
Tubular Bells 2003
(2003) Music of the Spheres
(2008)
Light + Shade est un double album CD composé et interprété par le musicien britannique Mike Oldfield. C'est son 23ème album studio, mais le premier qu'il publie sous le label Mercury Records. Il est sorti le 26 septembre 2005.

## Généralités
Cet album est inspiré par les doubles albums lounge de type Buddha-Bar qui comprennent généralement un disque de musique tranquille ("dîner") et un disque de musique rythmée ("soirée"). Ici, le disque Light propose huit ou neuf morceaux (selon l'édition) de musique apaisée et plutôt éthérée, à tendance new age, tandis que Shade propose tout autant de morceaux plus rock ou dance.
Les morceaux First Steps et Ringscape sont arrangés par Robyn Smith. Christopher von Deylen a participé à Nightshade, politesse que Mike Oldfield lui a rendue en jouant de la guitare sur l'album Tag und Nacht de son groupe Schiller. 
Une partie des morceaux de ce double album a été constituée de parties ou de réarrangements de musiques contenues dans les jeux Tr3s Lunas et Maestro, que Mike Oldfield avait lancés avec peu de succès en 2002 et 2004, et dont il a récemment mis en ligne des versions gratuites.

## Morceaux de l'album

### Disque 1:Light
1. Angelique
2. Blackbird
3. Gate
4. First Steps
5. Closer
6. Our Father
7. Rocky
8. Sunset
9. Près de toi (sur l'édition britannique uniquement)
10. Quicksilver (U-MYX version)
11. Our Father (U-MYX version)
12. Slipstream (U-MYX version)
13. Angelique (U-MYX version)

### Disque 2:Shade
1. Quicksilver
2. Resolution
3. Slipstream
4. Surfing
5. Tears of an Angel
6. Romance
7. Ringscape
8. Nightshade
9. Lakme (Fruity Loops) (sur l'édition britannique uniquement)